# Tim May
Tim May (* 7. Februar 1991 in Lich) ist ein ehemaliger deutscher Eishockeyspieler, der im Verlauf seiner aktiven Karriere zwischen 2009 und 2025 unter anderem 137 Spiele für den EC Bad Nauheim in der DEL2 auf der Position des Centers bestritten hat.

## Karriere
Der gebürtige Assenheimer begann im Alter von vier Jahren in Bad Nauheim das Eishockeyspielen. Dabei durchlief er alle Nachwuchsmannschaften von Kleinstschüler bis Junioren. Lediglich in den Jahren zwischen 2007 und 2009 ging er auf Torejagd für die Junioren des Mannheimer ERC. Im Sommer 2009 kehrte der Stürmer zurück in die Kurstadt und lief die folgenden drei Jahre für die Junioren der Roten Teufel Bad Nauheim auf. 
In der Saison 2011/12 schaffte May den Sprung in den Profikader unter Trainer Fred Carroll und absolvierte 30 Spiele für das Oberliga-Team sowie drei Pokalspiele. Des Weiteren stand May in dieser Saison 22-mal für die Junioren auf dem Eis und war mit 46 Punkten ein essentieller Leistungsträger und Topscorer. In der Spielieit 2012/13 schaffte der erst 22-jährige Stürmer endgültig den Sprung in den Profikader des EC Bad Nauheim. Er avancierte unter Coach Frank Carnevale zu einem der Leistungsträger der Meistersaison in der drittklassigen Oberliga und schaffte mit dem Team im Frühjahr 2013 den Aufstieg in die DEL2, nachdem sich das Team die Meisterschaft der Oberliga gesichert hatte. Bis zum Sommer 2016 lief May für Bad Nauheim in der zweithöchsten Spielklasse auf.
In der Folge war der Angreifer zwischen 2016 und 2025 für die Drittligisten EHC Timmendorfer Strand 06, Saale Bulls Halle, ERC Sonthofen, Hamburg Crocodiles und Black Dragons Erfurt aktiv. Mit Unterbrechungen stand er dabei unter anderem vier Jahre in Halle unter Vertrag. Seine letzte Karrierestation war ab dem Sommer 2022 in Erfurt. Dort beendete der 34-Jährige im Mai 2025 seine aktive Karriere.

## Erfolge und Auszeichnungen
- 2013 Oberliga-Meister und Aufstieg in die DEL2 mit dem EC Bad Nauheim